# Heerlijkheid Staufen
De heerlijkheid Staufen was een tot de Zwabische Kreits behorende heerlijkheid binnen het Heilige Roomse Rijk.
De heerlijkheid Staufen was gelegen rond Oberstaufen.
De plaats wordt voor het eerst vermeld in 868 als Stoufen de pago Albekewe: de abdij van Sankt Gallen had hier bezittingen. Nadat keizer Frederik II in 1243 het graafschap in de Albgau had gekocht werden de heren van Schellenberg leenman. Na 1268 slaagden zij erin het leen om te zetten in een allood. In 1311 verkocht Marquard van Schellenberg de heerlijkheid aan graaf Hugo van Montfort-Bregenz. Als erfenis ging de heerlijkheid vervolgens over aan de graven van Montfort-Feldkirch. In 1378 droegen zij de heerlijkheid als leen op aan hertog Leopold II van Oostenrijk en in 1380 verkochten zij de heerlijkheid aan hem. In 1399 kregen de heren van Montfort-Tettnang de heerlijkheid van Oostenrijk als leen. In 1440 werd de heerlijkheid verworven door de graven van Montfort-Rotenfels en vervolgens werd in 1451 de leenband met Oostenrijk verbroken. Voortaan was de heerlijkheid Staufen verbonden met het graafschap Rothenfels, maar het behield een eigen status en bestuur. Tussen 1446 en 1461 werd de heerlijkheid vergroot door de aankoop van de heerlijkheid Stiefenhofen.
Met het graafschap Rothenfels werd het in 1804 verkocht aan Oostenrijk, dat het al in 1805 aan het koninkrijk Beieren moest afstaan.